# Carius法
Carius鹵素定量法（Carius halogen method）是分析化學中一種定量有機物質中鹵素含量的方法。

## 操作方法
將一已知質量的有機化合物置於玻璃管（又稱Carius管）中，在硝酸銀的存在下與發煙硝酸（濃度86%~97.5%的硝酸）在爐中共熱。化合物中的碳和氫元素會被氧化成二氧化碳和水，生成的鹵素離子再轉變成鹵化銀沉澱。經過濾、洗滌、乾燥和秤重後，即可定量化合物中的鹵素含量。
在沒有添加硝酸銀的情況，硫和發煙硝酸反應後生成硫酸，再加入氯化鋇即可產生硫酸鋇沉澱，故Carius法也同樣適用於硫的檢測。